# Аденома надпочечника
Адено́ма надпо́чечника — собирательное понятие доброкачественных гормон-продуцирующих опухолей надпочечниковых желез. Различают опухоли, синтезирующие:
- кортизол — первичный гиперкортицизм — клиническая картина синдрома Иценко-Кушинга;
- альдостерон — первичный гиперальдостеронизм — клиническая картина синдрома Конна;
- андрогены — надпочечниковый гиперандрогенизм.

Опухоли, не обладающие гормональной активностью (обнаруживают случайно при КТ или МРТ-исследовании) называют Инсиденталомы.

## Классификация
В зависимости от морфологических признаков, аденома надпочечников подразделяется на такие виды:
1. Адренокортикальная аденома.
2. Пигментная аденома.
3. Онкоцитарная аденома.

Адренокортикальная аденома надпочечника среди всех случаев возникновение аденомы почки занимает весомую долю. В подавляющем большинстве встречающиеся адренокортикальные аденомы являются доброкачественными, но встречаются случаи и со злокачественным образованием. Как и другие аденомы надпочечников это адренокортикальная аденома надпочечников выглядит, как капсулированный узел.
Пигментная аденома надпочечников, симптомы которой могут проявляется в заболевании Иценко-Кушинга, встречается достаточно редко. Если обычно аденома почки заполнена светлой жидкостью, то в пигментной аденоме присутствуют клетки темного окраса, что и делает её темного багрового цвета. Стандартный размер подобных образований: 2-3 см.
Онкоцитарная аденома надпочечников встречается наиболее редко. Под микроскопом видно, что структура этой опухоли зерниста, так как состоит из клеток крупных размеров, содержащих митохондрии.

## Причины развития
Корковой и мозговой слой могут в совокупности послужить прекрасной почвой для образования аденомы надпочечника. Причины развития до конца не известны.
Специалисты утверждают, что курильщики имеют повышенные шансы образования болезни аденома надпочечника. Причины дальнейшего развития болезни кроятся в предназначении коркового слоя, на котором образовывается аденома надпочечника. Причины следующие: кора надпочечников необходима для продуцирования ряда стероидов: андрогенов у мужчин, эстрогенов у женщин. Аденома надпочечника, причины которой в возникновении опухолевых клеток на коре, начинает влиять на количество вырабатываемых надпочечниковой железой гормонов.

## Симптомы
Симптомы аденомы левого надпочечника и правого надпочечника проявляются в связи с повышенным количеством продуцирующих гормонов. При проявлении аденомы надпочечника вызывает следующие симптомы:
- Гормональный дисбаланс. Женщина замечает повышенные волосяные покровы и прибавление мышечной массы, мужчина - увеличение грудных желез, общая феминизация фигуры.
- Повышенный синтез гормона кортизола приводит к избытку вырабатываемых гормонов в железе. Из-за этого развивается синдром Кушинга.
- Повышенный синтез альдостерона развивает синдром Кона.
- Ломкость костей. Развитие остеопороза.

Заметить у себя болезнь аденома надпочечников, симптомы которой похожи на другие виды недугов, сложно. Систематическое обследование брюшной полости, которое можно проводить один раз в год избавит от неожиданного «сюрприза» в виде уже разросшегося узелка. Даже малейшая аденома надпочечника, лечение которой могут не начинать, должна быть под постоянным наблюдением и регулированием дальнейшего роста. Все это необходимо для того, чтобы предотвратить перерождение доброкачественной опухоли в злокачественную (рак).

## Диагностика
На сегодняшний день существует 2 пути диагностирования:
- УЗИ;
- компьютерная томография.

Новая аппаратура имеет высокое разрешение. Это позволяет точно рассмотреть аденому: её размеры, форму, качество. После того, как проведены аденомы надпочечника диагностика, необходимо взять биопсию новообразования. Это делается для точного определения продуцирующих в аденоме гормонов: кортизола, кератина, адреналина, норадреналина. Большие размеры аденомы (диаметр – больше 30мм) – это в 95% случаях злокачественная опухоль. Аденомы небольших размеров риск наличия злокачественных компонентов также имеют – 13%.
Из-за высокого риска наличия рака очень важна диагностика болезни аденома надпочечников, лечение после которой должно начаться незамедлительно. После обнаружение недуга желательно удаление аденомы надпочечника.

## Лечение
После обнаружения болезни аденома надпочечника, лечение задерживать нельзя. Как уже было сказано выше новообразование может перерождаться в злокачественную опухоль, если увеличивается аденома надпочечника. Операция - это единственный метод избавления от аденомы надпочечника. Операцию могут выполнять следующим образом:
1. Классическая аденомэктомия. Операция проводится через большой разрез на пояснице.
2. Лапароскопия. Позволяет осуществлять мини-доступ. Выполняется после заключения врача, который учтет стадию болезни и состояние здоровья больного.

Аденома левого надпочечника оперируется с намного меньшими усилиями. Дело в том, что к левому надпочечнику доступ хирурга намного «удобнее». Удаление аденомы левого надпочечника проходит обычно быстрее. Также при диагностировании аденома левого надпочечника обнаруживается быстрее.
После того, как была удалена аденома надпочечников, лечение заключается в реабилитации и восстановлении функций надпочечников. Обращаться за консультацией и выбором подходящего курса лечения необходимо к эндокринологу. Аденома надпочечников, лечение которой было незамедлительным, имеет хороший прогноз никогда больше не развиться. Но это касается лишь доброкачественных образований. Если присутствовали злокачественные компоненты в болезни аденома надпочечников, лечение будет благоприятным только в 40% случаев.